# Diochlistus apollinosus
Diochlistus apollinosus är en tvåvingeart som beskrevs av Paramonov 1950. Diochlistus apollinosus ingår i släktet Diochlistus och familjen Mydidae. Inga underarter finns listade i Catalogue of Life.